# Mick Talbot
Pour les articles homonymes, voir Talbot (homonymie).
Michael Talbot dit Mick Talbot, né le 11 septembre 1958 à Wimbledon (Londres), est un claviériste, auteur-compositeur, chanteur et producteur de disques britannique, cofondateur du groupe The Style Council.

## Biographie
Mick Talbot se fait connaître à la fin des années 1970 en jouant comme claviériste avec les groupes The Merton Parkas (en), Dexys Midnight Runners et The Bureau (en). En 1982, il travaille avec Paul Weller pour former The Style Council dont le premier album sort au début de 1983. Après la dissolution de Style Council en mars 1990, il continue de jouer avec Weller sur ses albums solo.
Membre de Dexys Midnight Runners,, il a également sorti des albums avec son collègue et ancien membre de Style Council, Steve White, sous le nom de Talbot/White. Avec White et l'ancien bassiste d'Ocean Colour Scene, Damon Minchella, il joue aussi dans le groupe de jazz / funk The Players. Claviériste de Galliano et des tournées de Gene, il participe en 1991 à l'album Road to Freedom de Young Disciples (en). En 2009, il tourne au Royaume-Uni avec Candi Staton.
En 2014, il travaille avec Wilko Johnson et Roger Daltrey sur l'album studio collaboratif Going Back Home. Il a également travaillé avec Daltrey et Pete Townshend sur leur single Be Lucky (en) en 2014 et sur l'album de Pete Williams Roughnecks + Roustabouts sorti en mars 2015.